# Bettina Reitz

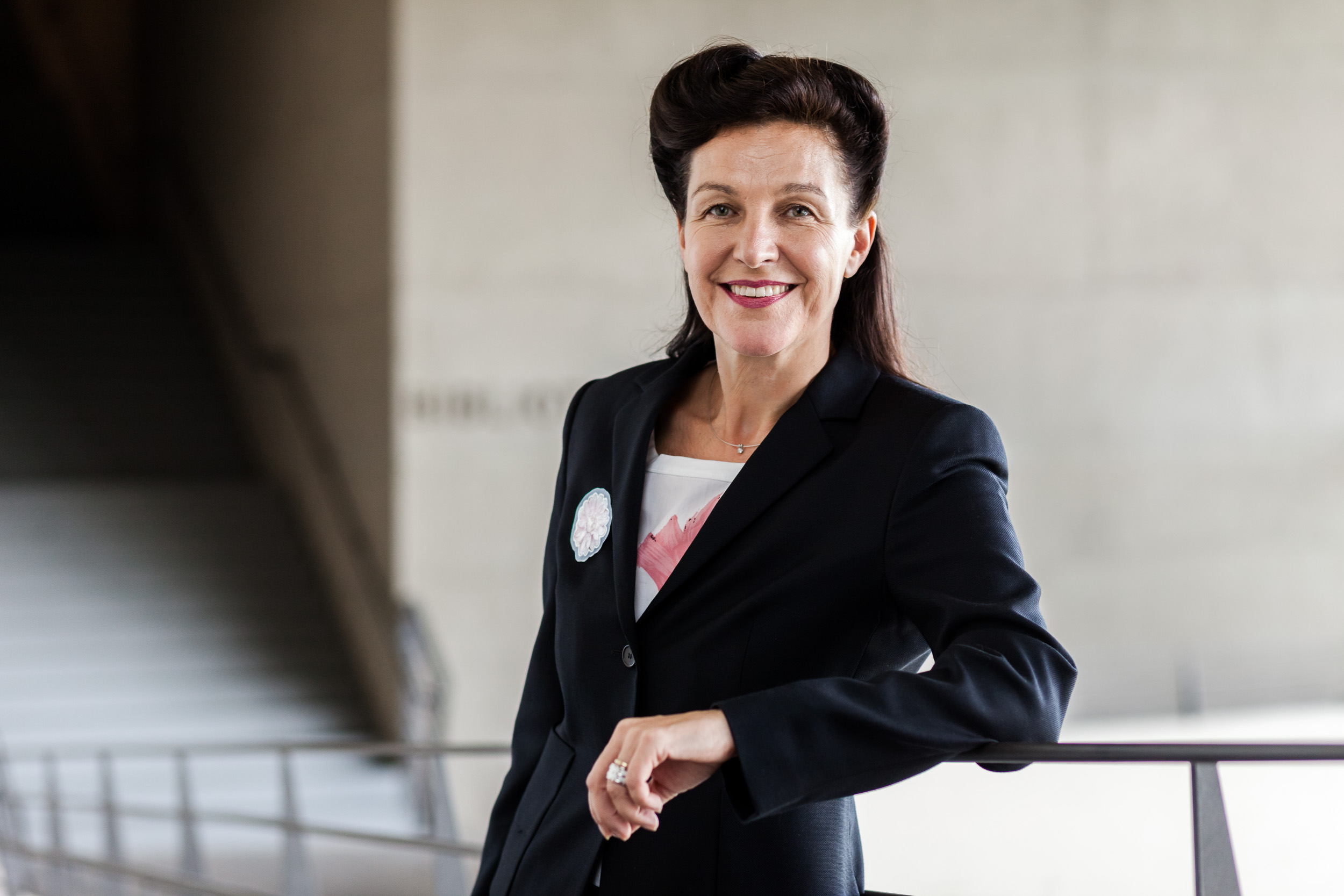
HFF-Präsidentin Bettina Reitz

Bettina Reitz (* 14. Juli 1962 in Frankfurt am Main) ist eine deutsche Medienmanagerin, Filmproduzentin und Fernsehredakteurin. Von Oktober 2015 bis September 2025 ist sie Präsidentin der Hochschule für Fernsehen und Film München.

## Leben
Reitz studierte Germanistik, Theater-, Film- und Fernsehwissenschaften sowie Psychologie in Frankfurt mit Magisterabschluss. Sie war freie Mitarbeiterin beim Hessischen Rundfunk, Regieassistentin unter anderem bei Franz Peter Wirth sowie Produzentin, Autorin und Regisseurin von Dokumentationen unter anderem für den WDR und RIAS-TV Berlin. Zwischen 1988 und 1990 war Bettina Reitz Redakteurin beim Hessischen Rundfunk. Von 1991 bis 1997 arbeitete sie als Fernseh- und Kinoredakteurin bei der Hauptredaktion Fernsehspiel des ZDF und seit 1993 als stellvertretende Redaktionsleiterin, bevor sie 1995 für das ZDF an selber Stelle nach München ging. 1999 war sie gemeinsam mit Nico Hofmann Gründungsmitglied bei teamWorx, wo sie als Produzentin unter anderem bei Christian Petzolds Filmen Toter Mann und Wolfsburg tätig war. Von 2003 bis 2011 war Reitz Leiterin des Programmbereichs Spiel-Film-Serie beim Bayerischen Rundfunk. Zu den zahlreichen preisgekrönten Produktionen, für die sie dort auch redaktionell verantwortlich war, gehören Marias letzte Reise und die Oscar-nominierten Filme Sophie Scholl – Die letzten Tage und Das weiße Band. Im Mai 2011 wurde sie Geschäftsführerin bei der Degeto Film und leitete dort den Bereich Produktion. Ab 1. Juni 2012 trat sie in Nachfolge von Gerhard Fuchs ihr Amt als Fernsehdirektorin des Bayerischen Rundfunks an (die Berufung erfolgte im Dezember 2011). Während ihrer Zeit beim Bayerischen Rundfunk und der Degeto verantwortete Reitz drei Oscar-prämierte Produktionen: 2007 Das Leben der Anderen von Florian Henckel von Donnersmarck, 2012 Amour von Michael Haneke und 2015 Citizenfour von Laura Poitras. Im November 2012 wurde sie zur Honorarprofessorin an der Hochschule für Fernsehen und Film München (HFF) bestellt, am 19. Juni 2015 wählte der Hochschulrat sie zur neuen Präsidentin der HFF. Reitz ist die erste hauptamtliche Präsidentin der Hochschule. Sie trat ihr Amt an der HFF am 1. Oktober 2015 an, zeitgleich gab sie ihr Amt als Fernsehdirektorin des Bayerischen Rundfunks auf. 2016 wurde Reitz für drei Jahre als Juryvorsitzende für das Fernsehfilmfestival Baden-Baden berufen.  Bettina Reitzs Vertrag als Präsidentin der Hochschule für Fernsehen und Film (HFF) wurde 2019 bis zum 30. September 2025 verlängert. Bettina Reitz war auch Mitglied in der Jury des Blauer Panther – TV & Streaming Award und des Bayerischen Filmpreises, des Carl Laemmle Produzentenpreises sowie des Friedenspreis des Deutschen Films – Die Brücke.
Reitz ist Mitglied der Deutschen Akademie der Darstellenden Künste, der Deutschen und der Europäischen Filmakademie. 2012 wurde sie als Ehrenmitglied in die Bayerische Akademie der Schönen Künste aufgenommen. 2016 wurde sie außerdem als Vizepräsidentin in die Leitung der Deutschen Akademie der Darstellenden Künste gewählt. Seit 2019 ist sie auch ehrenamtliches Mitglied im Aufsichtsgremium des Stiftungsrates des Kuratorium junger deutscher Film. Sie wurde 2023 als eine von acht Experten in den Zukunftsrat für ARD und ZDF berufen, der Empfehlungen für die Zukunft des öffentlich-rechtlichen Rundfunks erarbeiten soll.

## Preise und Ehrungen
- 2009: Hans-Abich-Preis für besondere Verdienste im Bereich des Fernsehfilms
- 2016: Staatsmedaille für besondere Dienste um die Bayerische Wirtschaft
- 2022: Bayerischer Verdienstorden[14]
- 2025: Pro meritis scientiae et litterarum